# Церква Святої Параскеви (Уличне)
Церква Святої Параскеви в Уличному — храм УГКЦ у селі Уличному Трускавецької громади Дрогобицького району Львівської области України.

## Історія
Вперше церква документально згадується в 1515 році. Ерекційну грамоту від братів Клодницьких парафія отримала 1536 року. Відомо, що перемишльський владика Інокентій Винницький в 1689 році надав у користування півлану для пресвітера Євстахія і його синів Матвія, Івана та Григорія. Згаданий документ підтверджений  привілеєм 1690 року польським королем Яном III Собеським.
1933 року був прикрашений і вивінуваний священником Данилом Бодревичем. Дерев'яний храм згорів 1836 року. На її місці 1848 року постала нова, яка внаслідок удару блискавки згоріла 14 червня 1891 року. 
Теперішня мурована церква збудована 1910 року за проєктом Василя Нагірного і відреставрований 1936 року. 1911 року виготовлено і встановлено іконостас з іконами авторства В. Павликовського. 9 серпня 1936 року новозбудований храм освятив єпископ Йосафат Коциловський.
Є каплиця 1891 року.

## Парохи
- о. Євстахій (1689)
- о. Андрій
- о. Іван Комаричка
- о. Павло Яворський (1764)
- о. Михайло Ольшанський (1828—1836)
- о. Михайло Дуб (1837—1838, адміністратор)
- о. Іван Добрянський (1838—1861)
- о. Іван Вендзилович (1861—1863, адміністратор)
- о. Йосиф Сембратович (1863—1864, адміністратор)
- о. Іван Котович (1864—1876)
- о. Антін Чапельський (1874—1876, сотрудник)
- о. Олексій Гіжовський (1876—1888)
- о. Омелян Горницький (1889—1909)
- о. Модест Горницький (1903—1908, сотрудник)
- о. Олексій Ґоцький (1909—1911, адміністратор)
- о. Михайло Вербицький (1911—1922)
- о. Василь Крайчик (1922—1924, адміністратор)
- о. Данило Бодревич (1924—1939)
- о. Євген Кохан (від 1971)[1]